# Mojca Drčar Murko
Mojca Drčar Murko (n. 2 iulie 1942, Ljubljana, Slovenia) este un om politic sloven, membru al Parlamentului European în perioada 2004-2009 din partea Sloveniei.
1. 1 2 3 4 5  CONOR.SI[*] Verificați valoarea |titlelink= (ajutor)
2. ↑   https://plus.si.cobiss.net/opac7/conor/4229475 Lipsește sau este vid: |title= (ajutor)
3. ↑  Deputații în Parlamentul European